# Kissvábhegy
Kissvábhegy ([ˈkiʃʃvaːphɛɟ]) est un quartier situé dans le 12e arrondissement de Budapest. 